# Arnim Zola
Pour les articles homonymes, voir Zola (homonymie).
Arnim Zola est un super-vilain évoluant dans l'univers Marvel de la maison d'édition Marvel Comics. Créé par Jack Kirby, le personnage de fiction apparaît pour la première fois dans le comic book Captain America (vol. 1) #208 en avril 1977.
Biochimiste pendant la Seconde Guerre mondiale, expérimentant le génie génétique, ses compétences en tant que généticien ont attiré l'attention du super-vilain nazi Crâne rouge qui l'a utilisé pour tenter de créer des super soldats à l'image de Captain America. Une de ses expériences conduit à la copie du cerveau d'Adolf Hitler dans un être connu plus tard sous le nom du Maître de la haine. Afin de survivre à la fin de la Seconde Guerre mondiale, Zola a réussi à transférer son esprit dans un corps robotique et a ensuite permis à son esprit de survivre en se téléchargeant sur divers réseaux, lorsque son corps robotique était détruit.
Le personnage d'Arnim Zola a fait des apparitions dans plusieurs séries télévisées d'animation et des films. L'acteur Toby Jones incarne le personnage dans les films Captain America: The First Avenger (2011) et Captain America : Le Soldat de l'hiver (2014) se déroulant dans l'univers cinématographique Marvel. Toby Jones a également interprété Zola dans l'épisode final de la première saison de la série Agent Carter.

## Biographie du personnage

### Origines
Arnim Zola était un biochimiste suisse durant la Seconde Guerre mondiale, qui devint l'un des premiers humains génétiquement modifiés.
Ses travaux se basèrent sur des études menées sur les documents de la race des Déviants. Le parti nazi l'embaucha pour faire des Allemands une race supérieure.
Crâne Rouge finança certains de ses travaux. Une de ses plus brillantes inventions fut un appareil permettant de transférer l'essence d'un individu vers un cerveau cloné. Un clone d'Adolf Hitler devint grâce à ceci le Maître de la haine (Hate-Monger). Zola utilisa aussi ses connaissances pour se construire un corps robotique et échapper aux ravages du temps en transférant sa conscience à l'intérieur.
Il fut arrêté dans ses projets par Captain America, mais ne fut pas retrouvé à la fin de la guerre.
Réfugié dans les jungles de l'Amérique du Sud, il poursuivit ses travaux en abandonnant ses idées d'eugénisme nazi.
En plus du Maître de la haine, Arnim Zola a créé les super vilains Primus et Doughboy, ainsi que la jeune Jolt des Thunderbolts, et de nombreux clones qui furent détruits par Deadpool.

### House of M
À la suite du Jour M, Zola fut contacté par le docteur Hank McCoy (le Fauve des X-Men), mais il refusa de l'aider.

## Pouvoirs et capacités
Le biochimiste Arnim Zola est un scientifique de génie, particulièrement doué en génétique et en clonage. Il est sans doute le généticien vivant le plus brillant, seulement égalé dans ce domaine par des individus tels que le Maître de l'évolution, le Chacal (Miles Warren) ou bien Mister Sinistre.
En complément de ses pouvoirs, il a créé de nombreuses formes de vie artificielles, allant de simples objets animés jusqu’à des humanoïdes conscients et dotés de capacités surhumaines. Il a également été à l’origine de nombreuses avancées technologiques.
- Pour résister à la vieillesse, Arnim Zola a transféré son esprit dans un corps robotique, sans tête. Son essence vitale est contenue dans le buste du robot, une sorte d'ordinateur géant. Un harnais électronique, fixé sur le buste du robot, permet de lui rendre une part d'humanité, en faisant apparaître son visage avec un hologramme, une image tridimensionnelle de son visage originel[1].
- Sa carapace de métal abrite une boîte psychotronique (boîte de perception extrasensorielle). Celle-ci convertit les informations télépathiques en informations sensorielles, lui permettant de voir et d’entendre normalement. On ignore cependant s’il perçoit aussi les odeurs ou les goûts[1].
- Avec sa boîte de perception extrasensorielle, il peut affaiblir la volonté de ses cibles en leur envoyant un rayonnement d'ondes.
- Toutes ses créations prennent source dans des cellules clonées de son cerveau. Il peut donc établir un contact télépathique avec elles et, si nécessaire, les contraindre à lui obéir, ou même prendre directement possession d’elles[1].
- Quand il est connecté à certains équipements, il peut projeter ses sens dans n’importe quelle direction, mais la distance maximale à laquelle il peut le faire n'a pas été mesurée[1].

On ne sait pas comment il maintient les fonctions vitales de son cerveau, étant donné que son corps artificiel ne montre aucun dispositif visible lui permettant de se nourrir.

## Apparitions dans d'autres médias
Sauf indication contraire, les informations mentionnées dans cette section peuvent être confirmées par la base de données cinématographiques IMDb,  présente dans la section « Liens externes ».

### Cinéma

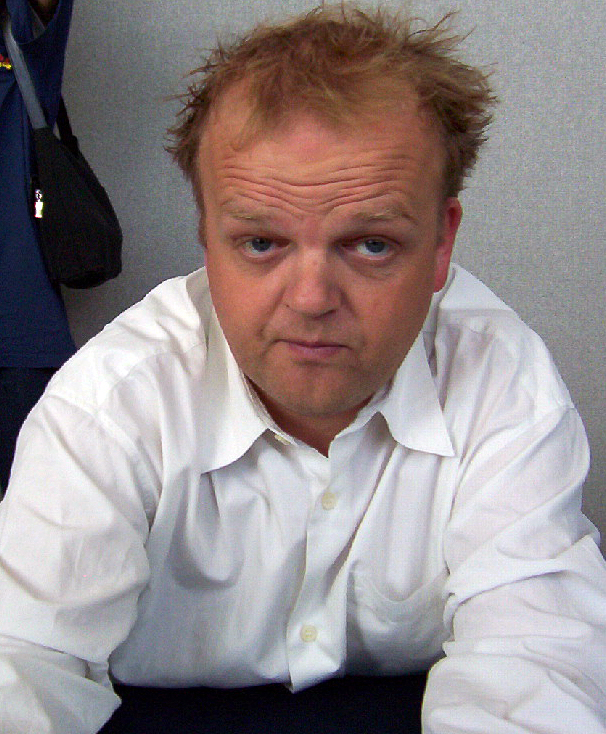
L'acteur Toby Jones incarne le docteur Arnim Zola dans l'univers cinématographique Marvel.

Interprété par Toby Jones dans l'univers cinématographique Marvel
- 2011 : Captain America : First Avenger réalisé par Joe Johnston
- 2013 : Captain America : Le Soldat de l'hiver réalisé par les frères Anthony et Joe Russo

### Télévision
- 2010 : Avengers : L'Équipe des super-héros (série d'animation)
- 2014 : Ultimate Spider-Man (série d'animation)
- 2021 : What If...? (série d'animation)
- 2023 : Spidey et ses amis extraordinaires (série d'animation)

Interprété par Peter Haworth
- 1998 : Nick Fury: Agent of SHIELD (téléfilm)

Interprété par Toby Jones dans l'univers cinématographique Marvel
- 2015 : Agent Carter (série) (caméo)

### Jeux vidéo
- 2011 : Captain America : Super Soldat
- 2012 : Marvel : Avengers Alliance
- 2013 : LEGO Marvel Super Heroes
- 2015 : LEGO Marvel Avengers